# Capela de Santa Catarina (Santo Ildefonso)

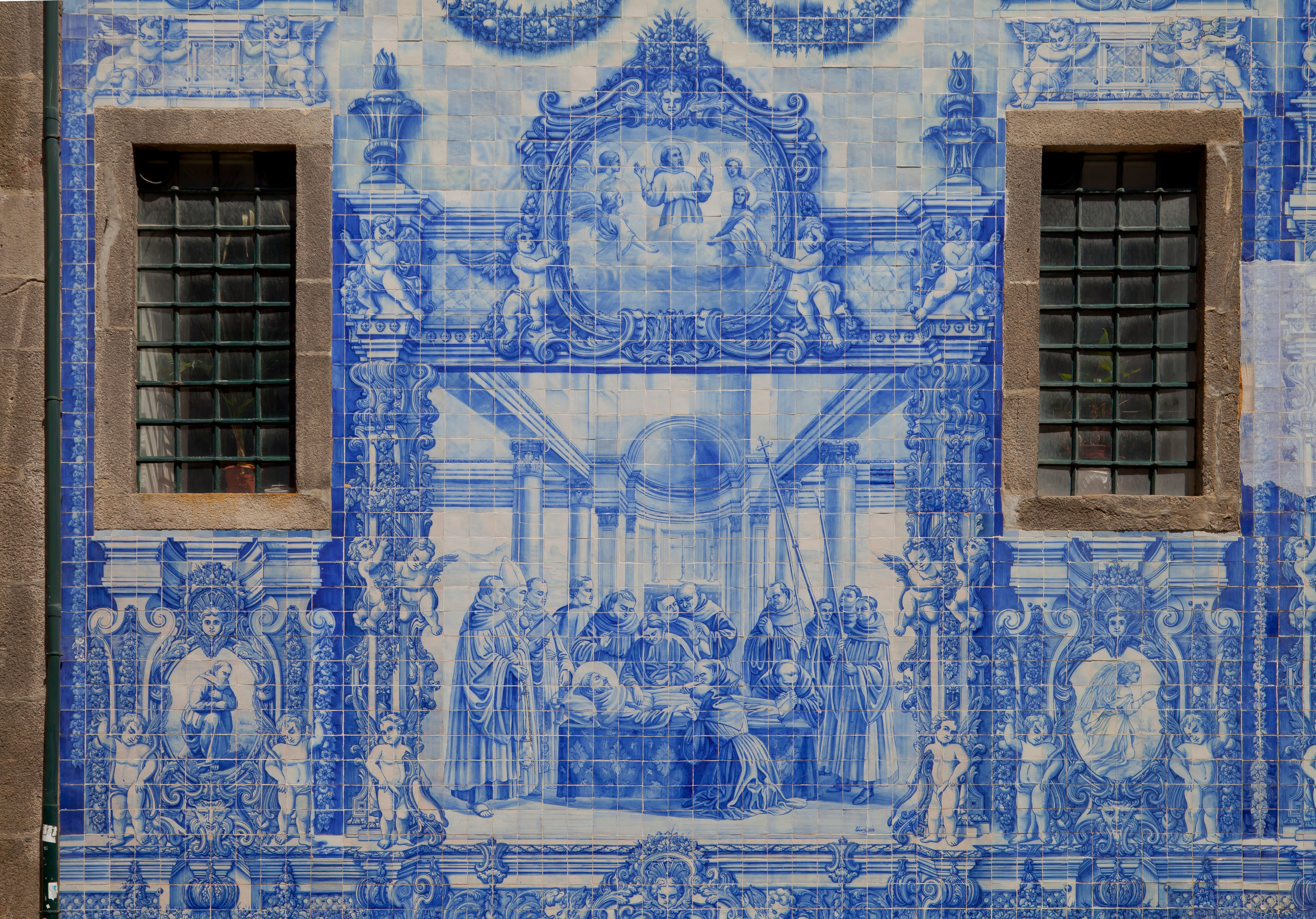
Capela das Almas (Capela de Santa Catarina)

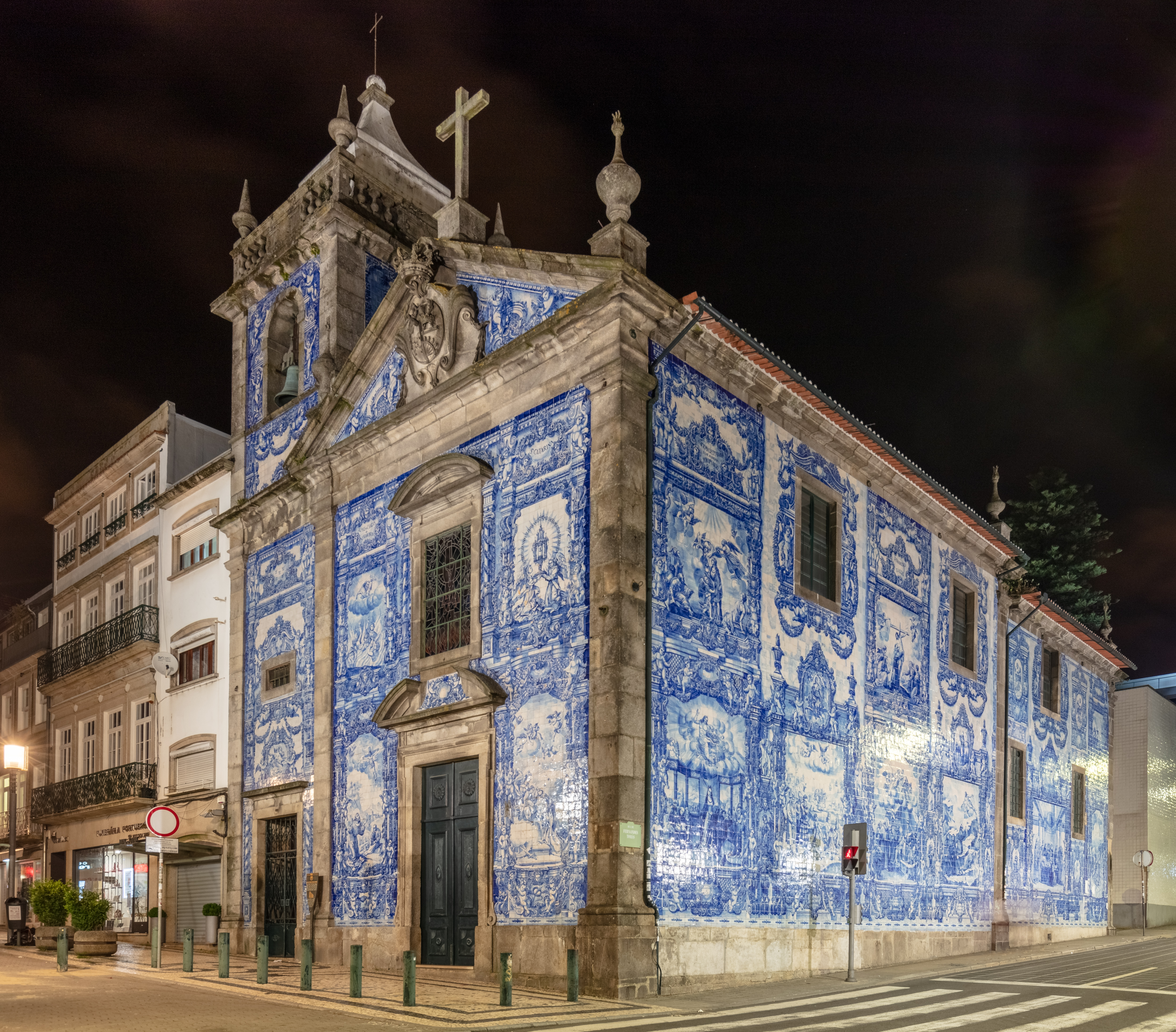
A Capela das Almas na esquina da Rua de Santa Catarina com Fernandes Tomás.

A Capela das Almas ou Capela de Santa Catarina é uma capela situada na freguesia de Santo Ildefonso, na cidade do Porto, em Portugal.
A capela tem a sua origem numa antiga capela feita em madeira erguida em louvor de Santa Catarina. A construção do edifício que hoje existe remonta aos finais do século XVIII, altura em que a Irmandade das Almas e das Chagas de São Francisco passou do Mosteiro de Santa Clara para a Capela de Santa Catarina.
“Com a anexação da irmandade cresceu também a fama e o culto de Santa Catarina, atraindo grande número de fiéis, o que obrigou os responsáveis da irmandade, que superintendiam o culto, a pensar numa nova construção.”
A capela tem dois corpos, sendo o segundo mais baixo, e sofreu obras de ampliação e restauro que modificaram o estilo original, em 1801.

## Fachada

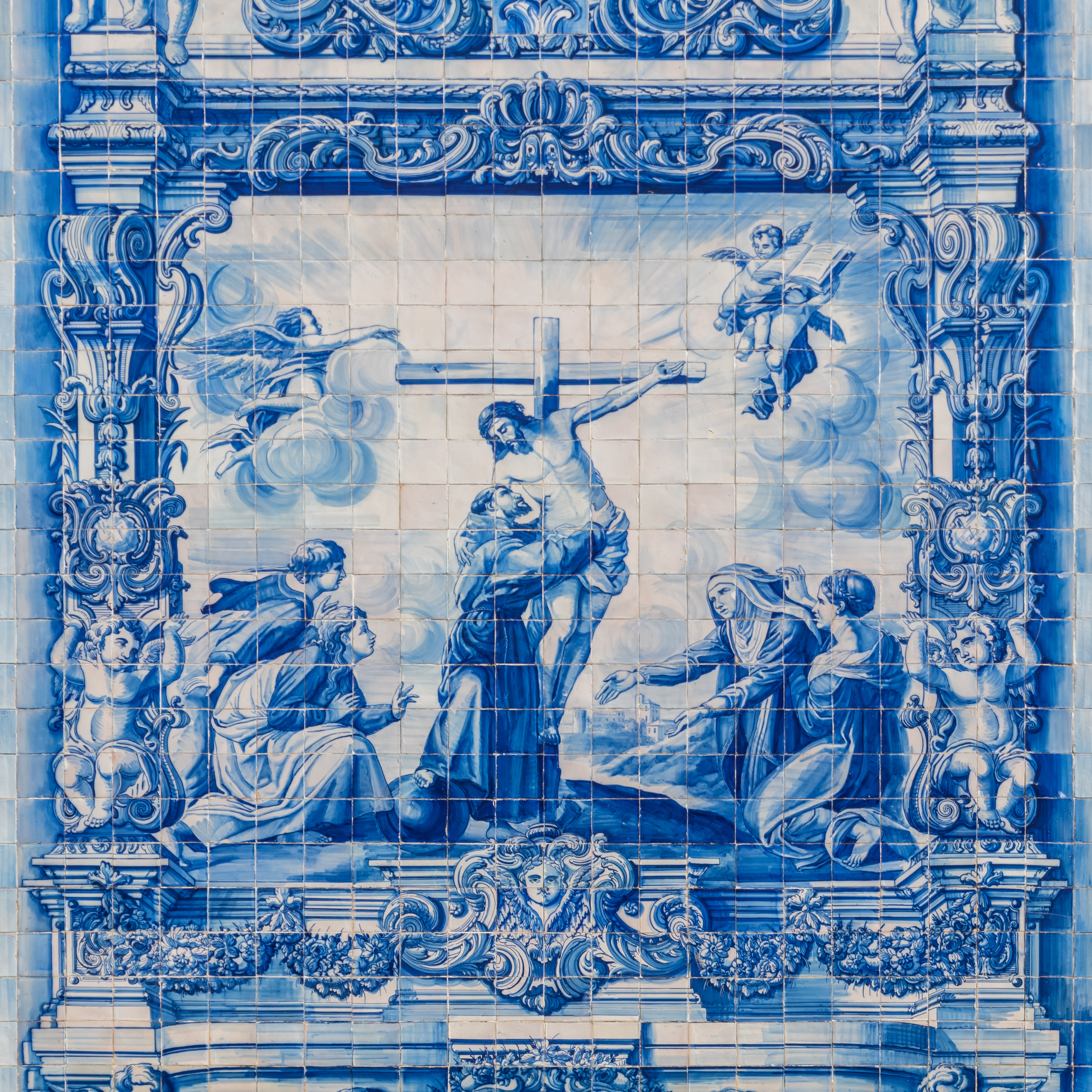
Obra de arte feita de Azulejos, encontrada na Capela das Almas (Santa Catarina)

A fachada principal tem uma porta emoldurada e rematada por um frontão circular. No tímpano fixa-se um brasão, bipartido, com as armas de São Francisco de Assis e de Santa Catarina. À esquerda ergue-se a torre sineira que tem dois andares: o primeiro tem uma porta com uma pequena janela, e o segundo quatro janelas rematadas por um varandim. A cúpula é rematada por uma cruz de ferro. 
Dá-se ainda destaque para o vitral que representa as almas, executado em 1964, pelo pintor Amândio Silva.
Até ao ano de 1929, as superfícies exteriores da capela estavam rebocadas e caídas de branco sem azulejos. O revestimento da capela é hoje em dia constituído por 15.947 azulejos que cobrem cerca de 360 metros quadrados de parede. Os azulejos que revestem a capela são da autoria de Eduardo Leite e foram executados pela Fábrica de Cerâmica Viúva Lamego, em Lisboa. Datam de 1929 e representam os passos da vida de São Francisco de Assis e de Santa Catarina, que são venerados na capela.

## Iconografia
A iconografia da Capela das Almas
"[…] comprometeu-se com todos os intervenientes presentes ao longo do seu processo histórico: Santa Catarina, aludindo a primitiva capela; São Francisco de Assis e Almas, evocando a Irmandade das Almas e chagas de São Francisco, que transitou do Mosteiro de Santa Clara para a Capela de Santa Catarina; a Eucaristia, recordando a concessão do Lausperene que o papa Pio VII fez, em 1804, a esta capela para todas as quintas-feiras do ano."

## Reitores
O Padre Alexandrino Brochado foi seu reitor entre 1953 e 2016.